# Robert Marchand
Robert Marchand   (Amiens, 26 de novembre de 1911 - Mitry-Mory, 22 de maig de 2021) fou un ciclista i centenari francès, conegut per la pràctica sempre activa del seu esport i l'obtenció de diversos rècords.

## Biografia

### Infància
Fill de Louis Marchand i de Lucienne Décousu (1888-1979), els primers anys de la seva infància, marcats pels horrors del conflicte que esclata el 1914, foren infeliços. La casa dels seus pares es trobava prop de la línia del front durant la Primera Guerra Mundial. Robert Marchand fou enviat a una granja a Bourbon l'Archambault del departament de l'Alier. Hi resta fins al 1918 però els qui l'hostatgen el fan treballar tot i la seva curta edat. No serà fins a l'armistici que es retrobarà amb els seus pares a Fontenay-sous-Bois. El 2013, preguntat per la premsa, recordarà a France Télévision el record inesborrable del dia en què els prussians, amb els cascos de punta, van entrar a la seva ciutat d'Amiens, a l'agost del 1914.

### Debuts esportius
Abans de practicar el ciclisme, provarà breument la boxa amb el seu pare. Però aquest darrer esport no li agradava, i es va dedicar a la gimnàstica. Fou així com, el 1924, es va convertir en «campió de França de la Piràmide». En 1934, Robert Marchand treballarà com a monitor de gimnàstica. Mentrestant, va descobrir el ciclisme i es va comprar una primera bicicleta el 1925. Guanyarà la seva primera a Claye-Souilly (gran suburbi parisenc), amb catorze anys, i un nom fals, donat que calia tenir una edat mínima de quinze anys per poder-hi participar. Però malgrat tenir un cert talent, es va considerar que era massa baix per poder passar a professional. Robert Marchand abandona llavor ràpidament la bicicleta, i no la tornarà a agafar fins al 1937, tant en pista com en ruta, però en menor mesura.

### Carrera professional
Robert Marchand fou bomber a París, de 1932 a 1936, un cos que es va veure obligat a abandonar per desobediència. Se'n va el 1947 i s'instal·la a Veneçuela, tot exercint diversos petits treballs successius: criador de pollastres, conductor de maquinària, plantador de canya de sucre. Torna a França de 1953-1957. Després se'n va al Canadà per treballar com a llenyataire, una tasca que troba molt difícil. Torna a França el 1960 per dur a terme successivament els oficis d'hortolà, venedor de sabates i comerciant de vins.

### Membre de la CGT i del Partit Comunista
Robert Marchand es va afiliar a la CGT i a la Unió Sindical de jubilats de Mitry-Mory. És d'altra banda membre del Partit Comunista Francès i va participar en les mobilitzacions del Front Popular en 1936. Sempre llegia el diari L'Humanité.

### Vida privada
Robert Marchand es va casar el 1939 però es va quedar vidu el 1943, sense fills. No es va tornar a casar.
Vivia a Mitry-Mory, prop de París.

### Retorn al ciclisme
Robert Marchand es compra una bicicleta nova i reprèn seriosament l'entrenament el 1978, a l'edat de 67 anys, i disputa un total de vuit Bordeus-París, quatre París-Roubaix, una Ronda Picarda, tres Marmotes, i dotze Ardéchoise També va anar de París a Moscou el 1992.
És el 1999 quan participa en la seva primera Ardéchoise. En 2011, en aquesta mateixa prova, cau amb Gérard Mistler, president de la cursa, en voler evitar un camió que reculava sobre el recorregut de l'Ardecha verda, no gaire lluny d'Anneyron. Resultà lleugerament ferit i fou evacuat, però un coll de l'Ardecha (el Coll del Marxant) fou rebatejat amb el seu nom deu dies més tard, a una altitud de 911 metres.
El 17 de febrer del 2012, al Centre Mundial del Ciclisme d'Aigle a Suïssa, estableix el rècord de l'hora de ciclisme en pista per a la categoria de Corredors de més de 100 anys, especialment creat per la Unió Ciclista Internacional, és a dir 24.1 km.
El 28 de setembre del 2012, Robert Marchand (amb 1.52 metres d'alçada i 51 kg de pes) estableix a Lió el rècord del centenari més ràpid durant 100 km en bicicleta en 4 hores, 17 minuts i 27 segons, o sigui una mitjana de 23 km/h, en la categoria de més de 100 anys, especialment creada per a ell per la Unió Ciclista Internacional (UCI)
El 31 de gener del 2014, amb 102 anys, Robert Marchand bat, al nou Velòdrom de Saint-Quentin-en-Yvelines, el seu propi rècord de centenaris en córrer 26,927 km en una hora El gener de 2017 va establir el rècord de l'hora per a majors de 105 anys, en recórrer 22,547 quilòmetres.

### Condecoracions
El 2009, quan rep la medalla d'or de la joventut i els esports, no vol, per convicció política, rebre-la de mans de la ministra de l'UMP Roselyne Bachelot, però sí de l'alcaldessa comunista de la seva comuna, Mitry-Mory, Corinne Dupont.